# Padlet

Padlet（パドレット）は、シンガポールと米国カリフォルニア州サンフランシスコに拠点を置く教育系ITスタートアップ企業。同名のオンライン掲示板（教育用）を展開している。

## 沿革
ウォールウィッシャー（Wallwisher）という名称で2008年に設立され、2012年に株式会社化した。2013年にはYコンビネータ からの支援も取り付けた。2020年11月時点での評価額は1,300万ドル。
新型コロナウイルス感染症の世界的流行によって教育のオンライン化が進んだ影響で大幅に利用者が増加した。一方でこのサービスが人種差別主義者などの思想を共有するために利用されるようになったため、投稿内容を制限するシステムを導入した。

## 利用
Padletの利用者数は世界のウェブサイト利用者数ランキングで上位150位に入り、推計で毎日325万人以上が利用しているとされる。
主に教員が教育上の理由で利用しており、複数の学術誌や学会でも利用実績がある。